# ريناتو آرابي
ريناتو آرابي (بالألبانية: Renato Arapi) (28 سبتمبر 1986 في ألبانيا - ) هو لاعب كرة قدم ألباني في مركز الدفاع. شارك مع منتخب ألبانيا تحت 19 سنة لكرة القدم ومنتخب ألبانيا تحت 21 سنة لكرة القدم ومنتخب ألبانيا لكرة القدم ومنتخب ألبانيا الوطني لكرة القدم للشباب ‏. أما مع النوادي، فقد لعب مع دينامو تيرانا ونادي تيوتا دورس ونادي سكندربيو كورتشه ونادي سيلكيبورج وKF Shkumbini Peqin ‏ وKF Erzeni Shijak ‏ وKF Besa Kavajë ‏.

## وصلات خارجية
- ريناتو آرابي على موقع الاتحاد الأوربي (الإنجليزية)
- ريناتو آرابي على موقع اتحاد تركيا (لاعب) (الإنجليزية)
- ريناتو آرابي على موقع قاعدة بيانات كرة القدم.إي يو (الإنجليزية)
- ريناتو آرابي على موقع ناشيونال فوتبول تيمز (الإنجليزية)
- ريناتو آرابي على موقع Soccerway.com (الإنجليزية)
- ريناتو آرابي على موقع عالم كرة القدم.نت (الإنجليزية)
- ريناتو آرابي على موقع AS.com (الإسبانية)